# Emilie Ullerup
Emilie Ullerup (født 27. oktober 1984 i København) er en dansk skuespillerinde. Hun er bedst kendt for sine roller i tv-serier og film, som Arctic Air, Supernatural, Battlestar Galactica, Sanctuary (2008-2011) og Riese.
Ullerup voksede op i København og begyndte tidligt at udforske sin interesse for skuespil. Hun deltog i forskellige teaterproduktioner og optrådte på scenen før hun tog springet til film og tv.
I 2006 flyttede Ullerup til Canada, hvor hun fortsatte sin skuespilkarriere.
Hun har også haft roller i flere tv-film, herunder Leprechaun: Origins og Signed, Sealed, Delivered-filmserien.

## Trivia
Emilie Ullerup er datter af diplomaten Ove Ullerup.

## Film, tv og web arbejde
- Battlestar Galactica som Julia Brynn (tv serie 2 episoder, 2006)
- Chesapeake Shores som Bree O'Brien (tv serie 29 episoder, 2018) [1]
- Tidsrejsen 2 som Helene Storm, Holly’s mor (tv julekalender, 24 episoder, 2024)